# Hilversumse derby
De Hilversumse derby was een voetbalwedstrijd tussen de clubs FC Hilversum en SC 't Gooi. Beide clubs kwamen uit de Noord-Hollandse plaats Hilversum. Van 1956 tot het seizoen 1967/68 is de wedstrijd negentienmaal gehouden, waarna FC Hilversum terug is gegaan naar het amateurvoetbal. SC 't Gooi keerde drie seizoenen later in 1971 terug naar de amateurs.

## Uitslagen
| Seizoen | Competitie     | Thuisploeg | Uitslag | Uitploeg  | Doelpuntenmakers                                                | Doelpuntenmakers                              |
| Seizoen | Competitie     | Thuisploeg | Uitslag | Uitploeg  | Thuisploeg                                                      | Uitploeg                                      |
| ------- | -------------- | ---------- | ------- | --------- | --------------------------------------------------------------- | --------------------------------------------- |
| 1956/57 | Tweede divisie | Hilversum  | 3–2     | 't Gooi   | Hans Akkerman (2x), Frank Duurland (p)                          | Cees van Wilpen, Chris Baas                   |
| 1956/57 | Tweede divisie | 't Gooi    | 6–2     | Hilversum | Cees Houtveen (3x), Rinus Schaap, Piet Burgers, Cees van Wilpen | Jozef Siahaya, Barend van Gardingen (e.d.)    |
| 1957/58 | Tweede divisie | Hilversum  | 3–0     | 't Gooi   | Gerard de Jongh, Jozef Siahaya, Hans van de Brug                |                                               |
| 1957/58 | Tweede divisie | 't Gooi    | 3–3     | Hilversum | Barend van Gardingen, Chris Baas, Cees Houtveen (p)             | Evert Pluim, Gerard de Jongh, Cor van Moorst  |
| 1958/59 | Tweede divisie | Hilversum  | 1–0     | 't Gooi   | Gerard de Jongh                                                 |                                               |
| 1958/59 | Tweede divisie | 't Gooi    | 0–2     | Hilversum |                                                                 | Gerard de Jongh, Evert Pluim                  |
| 1960/61 | KNVB beker     | Hilversum  | 3–3     | 't Gooi   | Chris Lefering (2x), Gijs van Wieringen                         | Gerard de Jongh, Theo Buenen, Cees van Wilpen |
| 1961/62 | KNVB beker     | 't Gooi    | 2–1     | Hilversum | Gerhard Tenniglo, Theo Buenen                                   | Heinz Kraneveld                               |
| 1962/63 | Tweede divisie | Hilversum  | 1–3     | 't Gooi   | Evert Pluim                                                     | Jan van Berkel (2x), Aad Mulder               |
| 1962/63 | Tweede divisie | 't Gooi    | 2–0     | Hilversum | Cees van Wilpen, Jan van Berkel                                 |                                               |
| 1963/64 | Tweede divisie | Hilversum  | 0–0     | 't Gooi   |                                                                 |                                               |
| 1963/64 | Tweede divisie | 't Gooi    | 1–0     | Hilversum | Evert van de Eshof                                              |                                               |
| 1965/66 | Tweede divisie | Hilversum  | 2–2     | Gooiland  | Hans van Eikeren (2x)                                           | Jan van Berkel (2x)                           |
| 1965/66 | Tweede divisie | Gooiland   | 1–1     | Hilversum | Bertus van de Straten (p)                                       | Hans van Eikeren                              |
| 1965/66 | KNVB beker     | Gooiland   | 0–1     | Hilversum |                                                                 | Peter Wiskie                                  |
| 1966/67 | Tweede divisie | Hilversum  | 2–1     | Gooiland  | Eddy Westbroek, Martin de Nooy                                  | Peter Voogt                                   |
| 1966/67 | Tweede divisie | Gooiland   | 0–0     | Hilversum |                                                                 |                                               |
| 1967/68 | Tweede divisie | Hilversum  | 0–2     | Gooiland  |                                                                 | Huub Lenz (2x)                                |
| 1967/68 | Tweede divisie | Gooiland   | 0–0     | Hilversum |                                                                 |                                               |

## Statistieken
| Wedstrijdstatistieken | Wedstrijdstatistieken | Wedstrijdstatistieken | Wedstrijdstatistieken | Wedstrijdstatistieken | Wedstrijdstatistieken | Wedstrijdstatistieken |
| Competitie            | Wedst.                | HIL                   | Gelijk                | GOO                   | DHIL                  | DGOO                  |
| --------------------- | --------------------- | --------------------- | --------------------- | --------------------- | --------------------- | --------------------- |
| Tweede divisie        | 16                    | 5                     | 6                     | 5                     | 20                    | 23                    |
| KNVB beker            | 3                     | 1                     | 1                     | 1                     | 5                     | 5                     |
| TOTAAL                | 19                    | 6                     | 7                     | 6                     | 25                    | 28                    |